# Abertamy
Abertamy (en allemand : Abertham) est une ville du district et de la région de Karlovy Vary, en Tchéquie. Sa population s'élevait à 924 habitants en 2021.
La ville a donné son nom au fromage Abertam.

## Géographie
Abertamy se trouve à 9 km à l'ouest de Jáchymov, à 16 km au nord-nord-ouest de Karlovy Vary et à 120 km à l'ouest-nord-ouest de Prague.

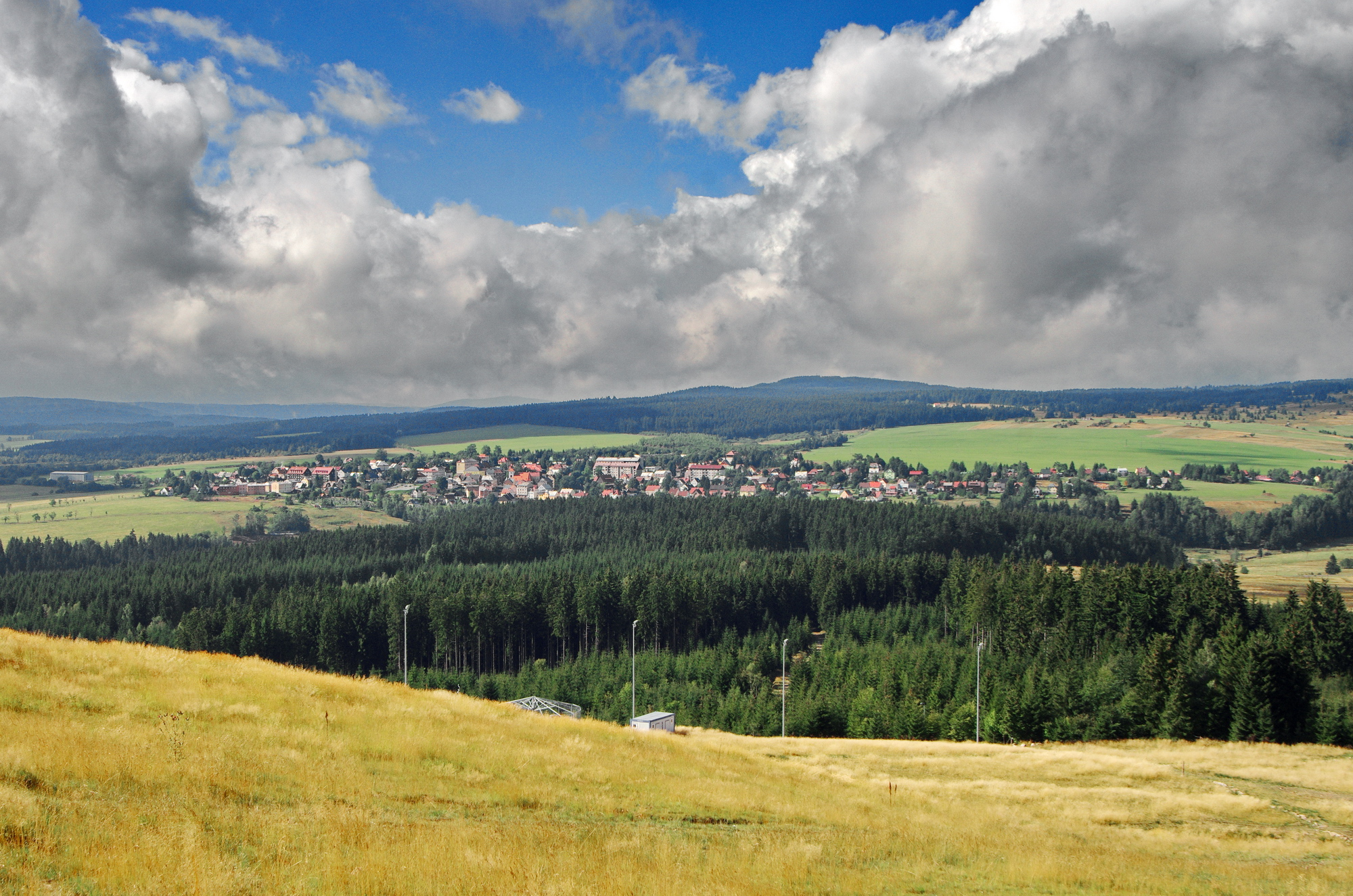
Abertamy : vue générale.

La commune est limitée par Boží Dar au nord, par Jáchymov à l'est, par Merklín au sud et par Pernink à l'ouest.

## Histoire
La première mention écrite de la localité date de 1529.